# 夢粱錄
《夢粱錄》，南宋吳自牧撰，共二十卷。 

## 簡介
《夢粱錄》成書於咸淳十年八月十五日（1274年9月6日），作者吳自牧鑑於南宋小朝廷偏安日久，北方大汉進逼，杭人卻猶身在夢中，因此心生“悲未來”的感慨，彷彿已預期南宋的滅亡而言“對時行樂”，將生命價值濃縮在強烈的現實感中，故將書命名為“夢粱錄”。全書仿《東京夢華錄》之體例，本書多描述南宋年間临安（今浙江杭州）的郊廟、宮殿、百工、伎藝，也是最早有提到杭州名菜宋嫂魚羹，以及月餅一詞的文獻。